# Gatüzain
Le Gatüzain en souletin (gathuzaina en batua signifie « gardien du chat »), parfois Gatia (le chat) ou Gateroa (éleveur de chats) est un des personnages principaux des mascarades souletines. Parent de l'Arlequin, il jouait jadis un rôle voisin de celui d'un bouffon dont la pince appelée « chat » servait à agacer les filles, effrayer les enfants ou profitant du tumulte de la mascarade, il saisissait les victuailles pendues au plafond dans les maisons où il s'introduisait. De nos jours, la danse a pris le pas sur la bouffonnerie.

## Description
Gatüzain porte une veste bleue avec un plastron blanc brodé d'argent ou d'or, un pantalon jaune, des bas blancs et des guêtres jaunes. Il est coiffé d'un bonnet blanc. Il se caractérise surtout par l'instrument qu'il porte, une longue pince articulée en forme de pantographe, qu'il déploie et referme lors de ses pas de danse. Cet accessoire, nommé « chat », explique le nom du personnage : « celui qui détient le chat ».

## Rôle dans la mascarade
Au sein de la troupe des « Rouges  » (gorriak), les personnages bien habillés qui représentent l'ordre et la société souletine, Gatüzain fait partie des cinq danseurs principaux, les aitzindariak, « ceux qui marchent devant » et dans l'ordre de marche il est en deuxième position, derrière le Txerrero et devant la Kantiniersa. On affecte généralement ce rôle au moins bon danseur des cinq.

## Parenté et interprétation
Violet Alford voit dans l'accessoire qu'il porte une représentation de la foudre, et dans ses gestes une cérémonie destinée à attirer la pluie sur les champs cultivés. Au delà de cette interprétation originale, l'instrument est très répandu dans les farces carnavalesques d'Europe (France, Italie, Allemagne, Flandre, Espagne...) : Gatüzain évoque ainsi par exemple le Ponpierra du carnaval d'Ustariz, une sorte de bouffon qui porte les mêmes grandes tenailles, nommées là haisturra ; on retrouve aussi sa pince sous le nom de « hape-tchâr » au carnaval de Malmedy, en Wallonie, dans celui de Rottweil en Allemagne ou encore entre les mains de l'Arlequin italien. 
Le personnage n'est pas une représentation animale. Gatüzain serait une variante du personnage d'Arlequin commun à divers pays d'Europe au Moyen-Âge. Dans le groupe des cinq danseurs principaux, il est originellement une forme de fou — et les couleurs qu'il porte, le jaune et le bleu, sont traditionnellement associées à la folie et détonnent avec le rouge du reste de la bande —, qui joue avec sa pince à faire peur aux enfants ou à embêter les filles. Il n'est apparu dans la mascarade que dans le dernier tiers du XIXe siècle, et n'y serait devenu systématique qu'à partir de 1905. Dans les versions primitives de la pièce, vêtu d'une veste blanche ornée de rubans et de pastilles colorés, il ouvre le chemin des danseurs (un rôle qui échoit désormais au Txerrero) et utilise sa pince pour dérober des victuailles suspendues sous les poutres des maisons qu'il visite. 
|                               |
| Un Gatüzain à Barcus en 2010. |

|                                                                |
| Deux Gatüzainak à une barricade à l'entrée de Pagolle en 2023. |

|                             |
| Détail de la pince repliée. |

|                                                                        |
| Pour comparaison, un hape-tchâr déployé au carnaval wallon de Malmedy. |